# Forchheim
Forchheim je velké okresní město v severním Bavorsku mezi Bamberkem a Erlanky na řece Regnitz a při kanálu, který spojuje Mohan s Dunajem. Říšské a později biskupské město má dávnou historii, gotický kostel a pozdně středověký hrad.

## Doprava
Forchheim leží při dálnici A73 (Suhl – Norimberk) a na železniční trati Norimberk – Bamberg. Patří také do sítě příměstské dopravy města Norimberka, trati R2 a R22.

## Historie
Město se poprvé zmiňuje k roku 805 jako pohraniční hrad, franský hrad a královská falc zde ale stály už daleko dříve. V 9. století se zde konaly říšské sněmy a roku 900 zde byl teprve šestiletý Ludvík Dítě zvolen a korunován na krále. Od roku 1007 patřil Forchheim biskupům bamberským a v době Jindřicha IV. roku 1077 zde byl Rudolf von Rheinfelden zvolen vzdorokrálem. Krátce po roce 1200 dostal Forchheim městská práva. Ve třicetileté válce byl Forchheim několikrát obléhán Švédy, ale nikdy nebyl dobyt. Roku 1955 převzalo město Forchheim patronát nad vysídlenými Němci z českého města Broumov a jeho okolí.

## Pamětihodnosti
- Radnice ze 14.-16. století
- Kostel sv. Martina z roku 1354
- Opevnění a Norimberská brána z roku 1698
- Biskupský hrad z 15. století
- Měšťanské domy ze 17. a 18. století.

Probíhá zde mnoho různých slavností a festivalů, v prosinci je město pověstné adventní výzdobou.

## Partnerská města
- Broumov, Česko
- Gherla, Rumunsko
- Le Perreux-sur-Marne, Francie
- Pößneck, Německo
- Roppen, Rakousko
- Rovereto, Itálie

## Galerie

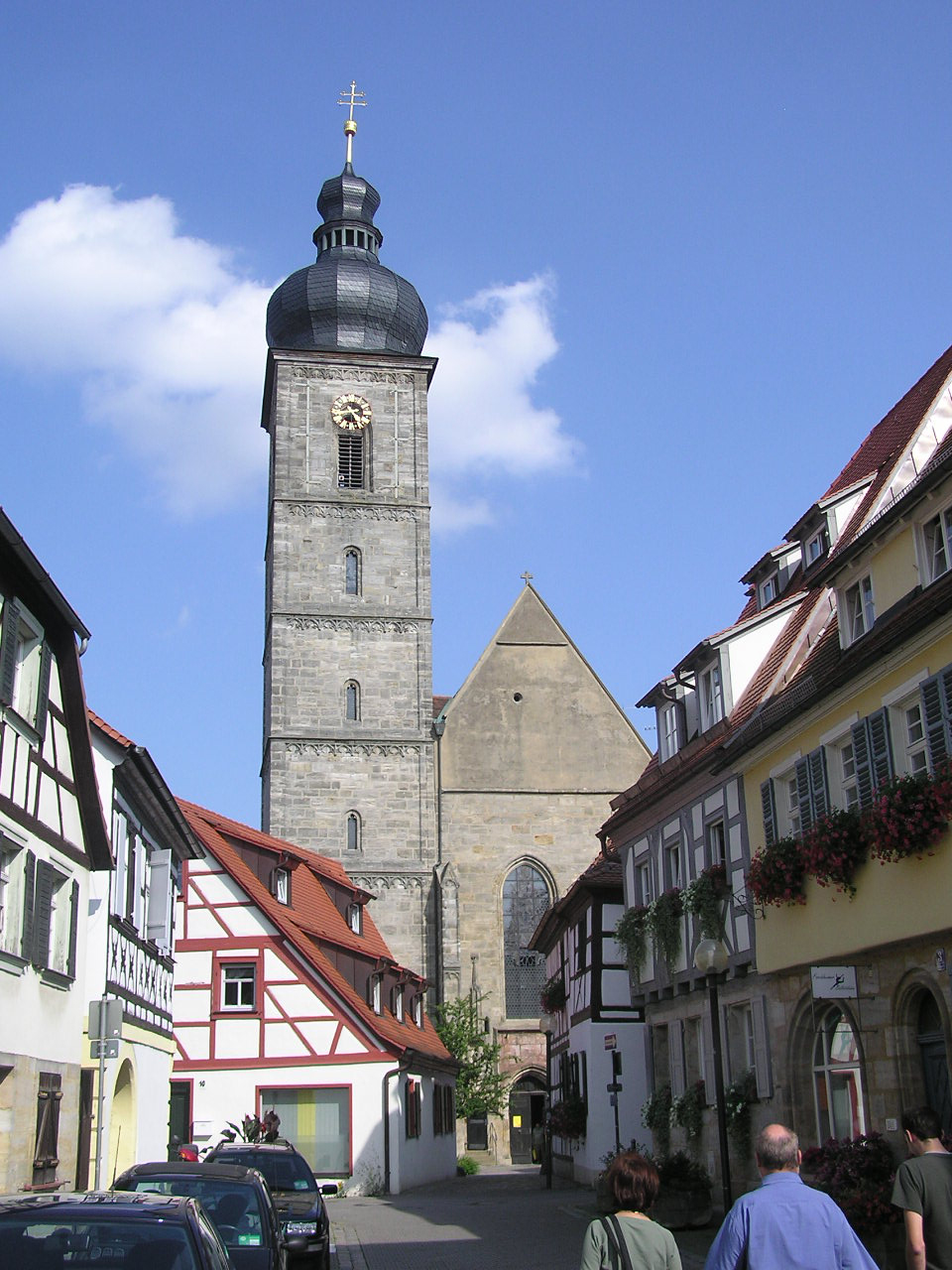
Kostel sv. Martina
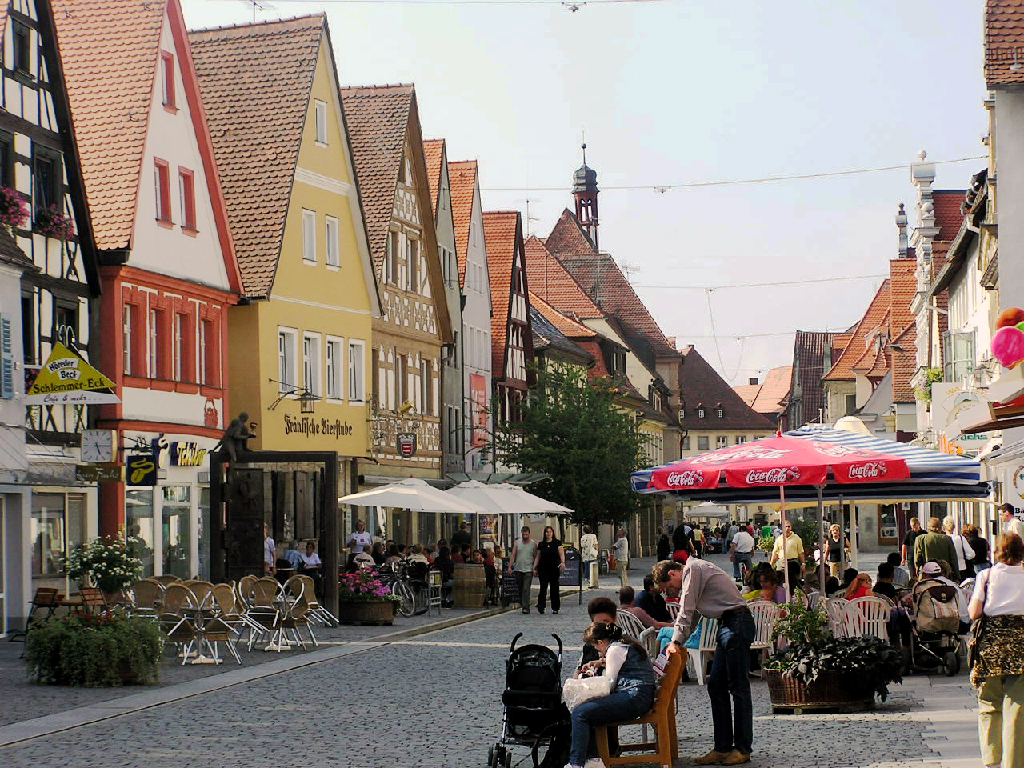
Pěší zóna (Hauptstrasse)
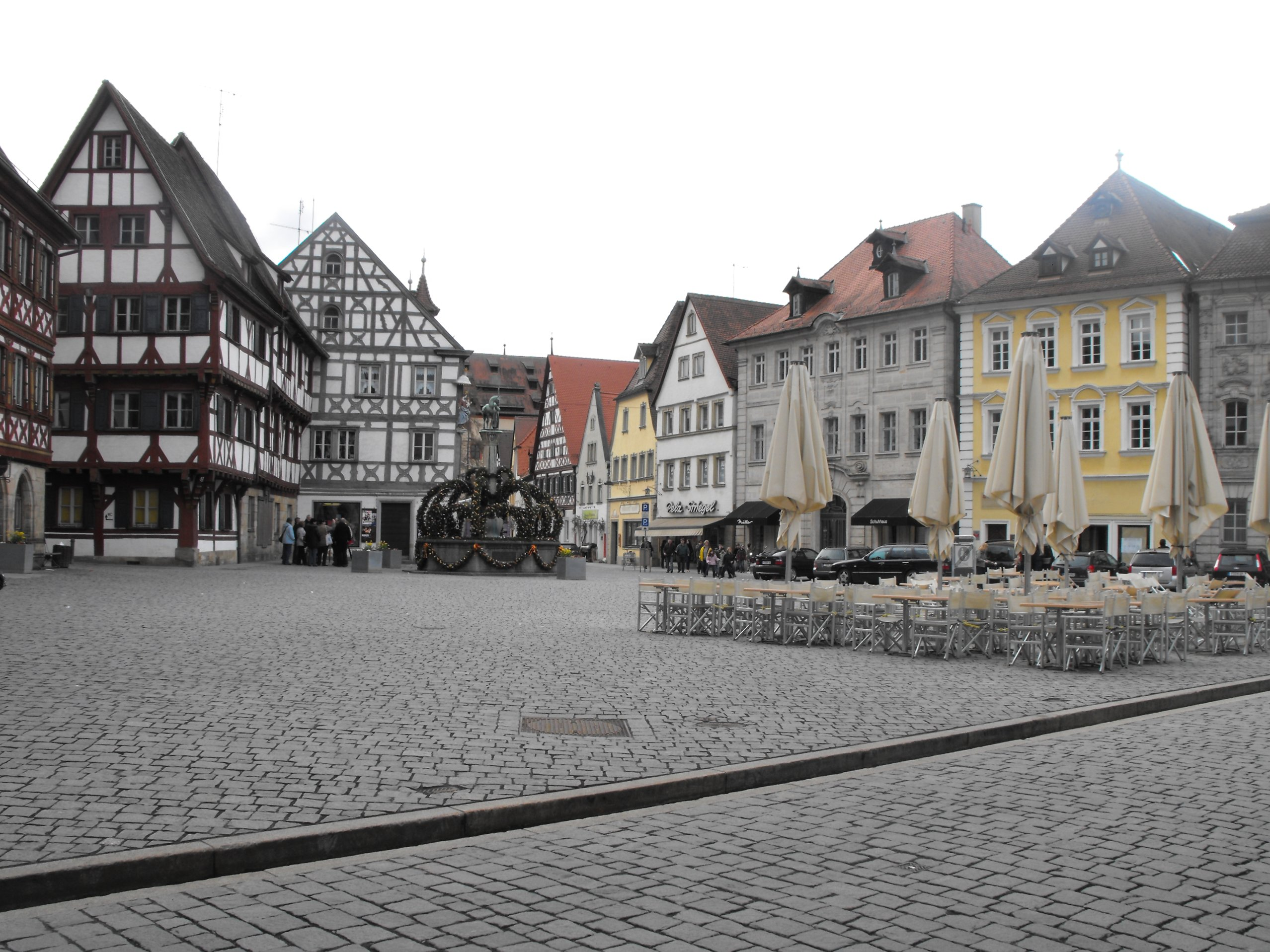
Radniční náměstí
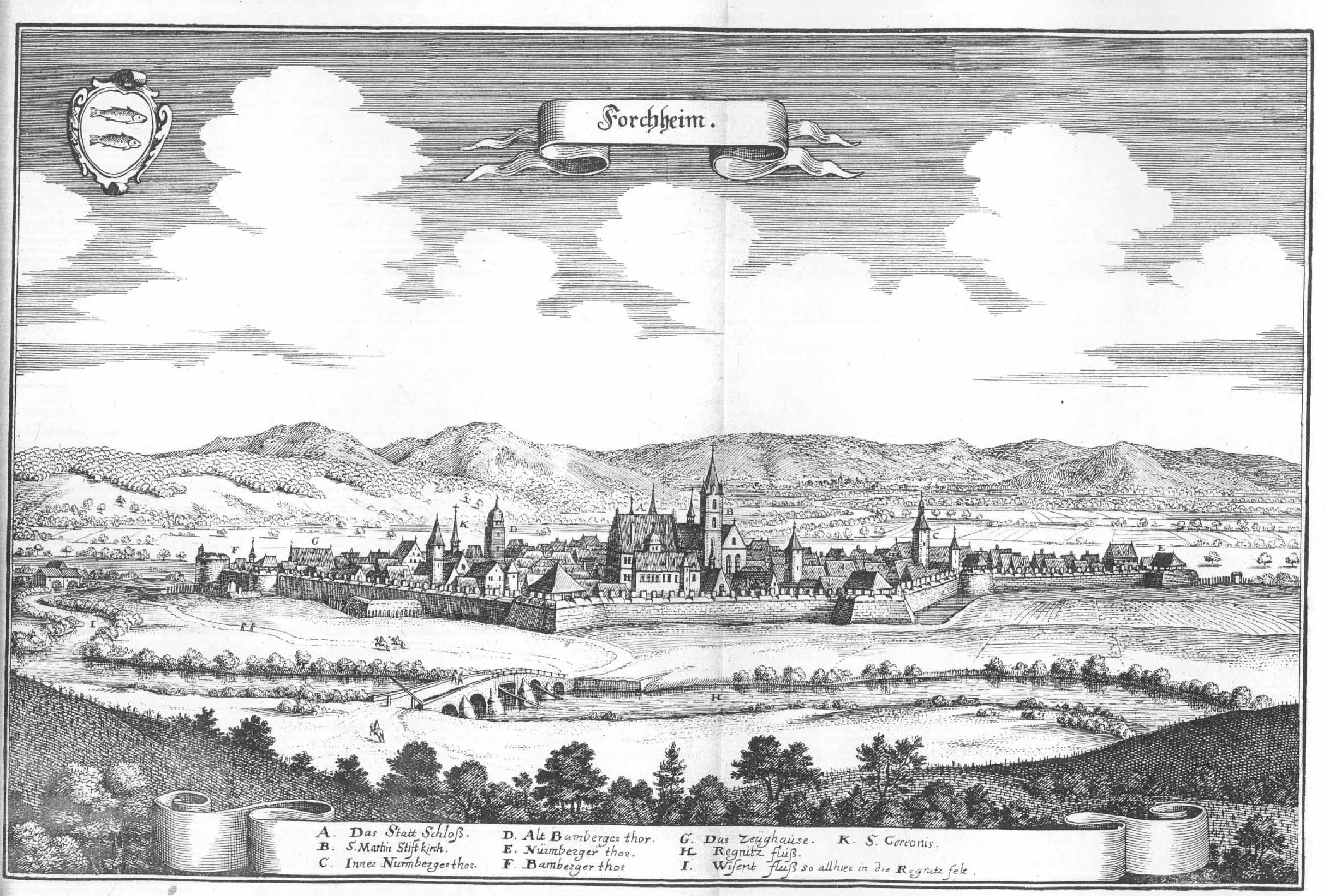
Forchheim roku 1648